# تیپ سواره‌نظام ووینسکا

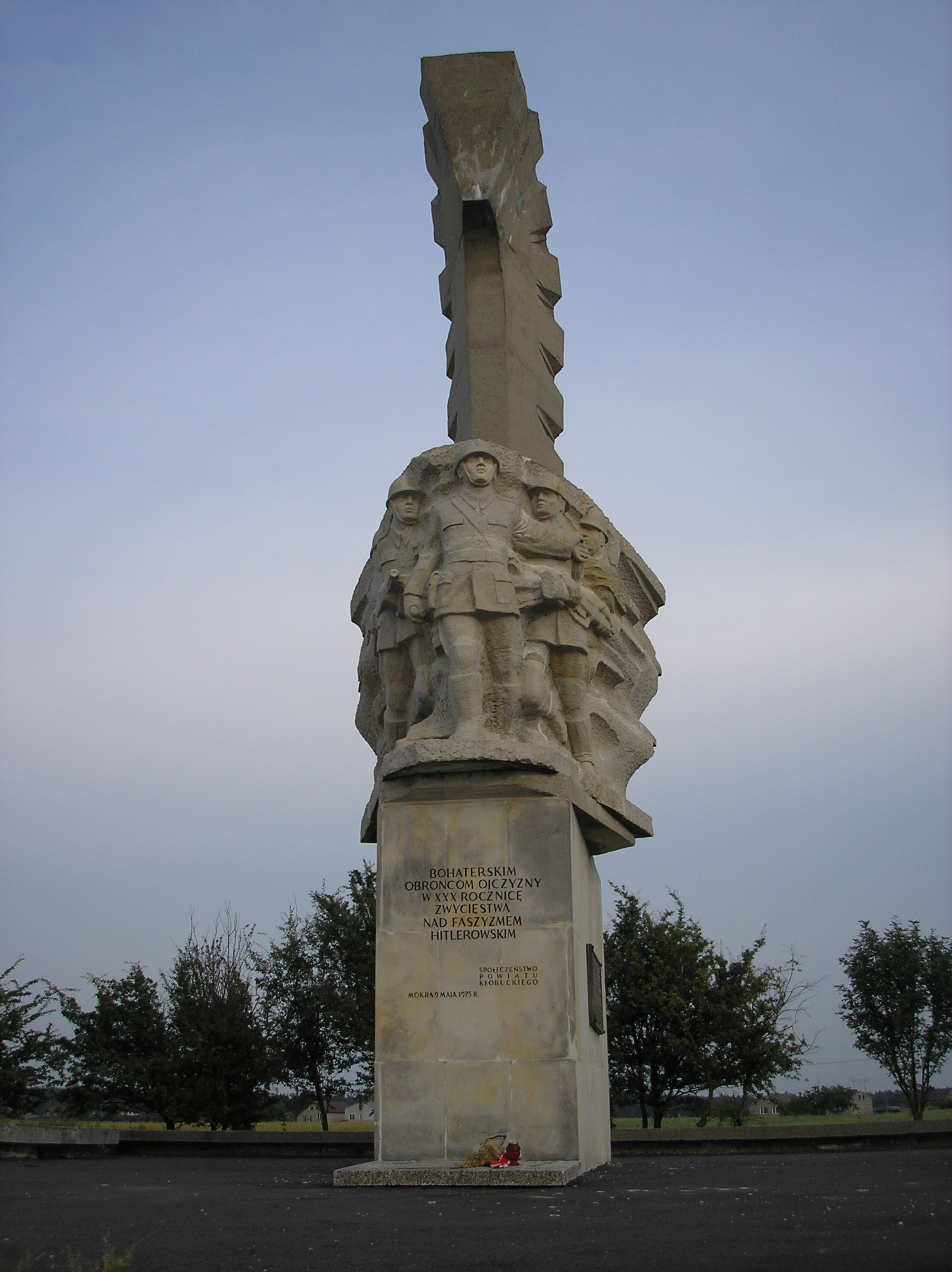
یادواره تیپ سواره‌نظام ووینسکا در موکرا

تیپ سواره‌نظام ووینسکا (لهستانی: Wołyńska Brygada Kawalerii) یک تیپ سواره‌نظام لهستانی است که هنگام تهاجم آلمان به لهستان در جنگ حضور داشت. در زمان آغاز جنگ جهانی دوم فرماندهی این تیپ با سرهنگ یولیان فیلیپویچ بود. تیپ سواره‌نظام ووینسکا جزوی از ارتش ووچ بود در نخستین نبرد جنگ جهانی دوم به نام نبرد موکرا شرکت داشت. تیپ مذکور در دفاع از ووچ چند ضدحمله ناموفق انجام داد که منجر به تلفات بسیاری شد.

## تاریخچه
تیپ سواره‌نظام ووینسکا در ۱ آوریل ۱۹۳۷ با ادغام چند واحد کوچک به وجود آمد. یگان‌های این تیپ در شهرهای گوناگونی مانند ریونه، دوبنو و اوستروه پراکنده بودند. تیپ سواره‌نظام ووینسکا یکی از نخستین یگان‌های نیروی زمینی لهستان که با توجه به افزایش خطر حمله آلمان نازی بسیج و به ووچ فرستاده شد. این تیپ جزوی از گروه عملیاتی ویکتور تومه و پیوترکوف تربونالسکی از ارتش ووچ بود و قرار بود به عنوان یگان ذخیره متحرک عقب‌نشینی برنامه‌ریزی شده لشکر هفتم پیاده‌نظام (لهستان) را پوشش دهد.

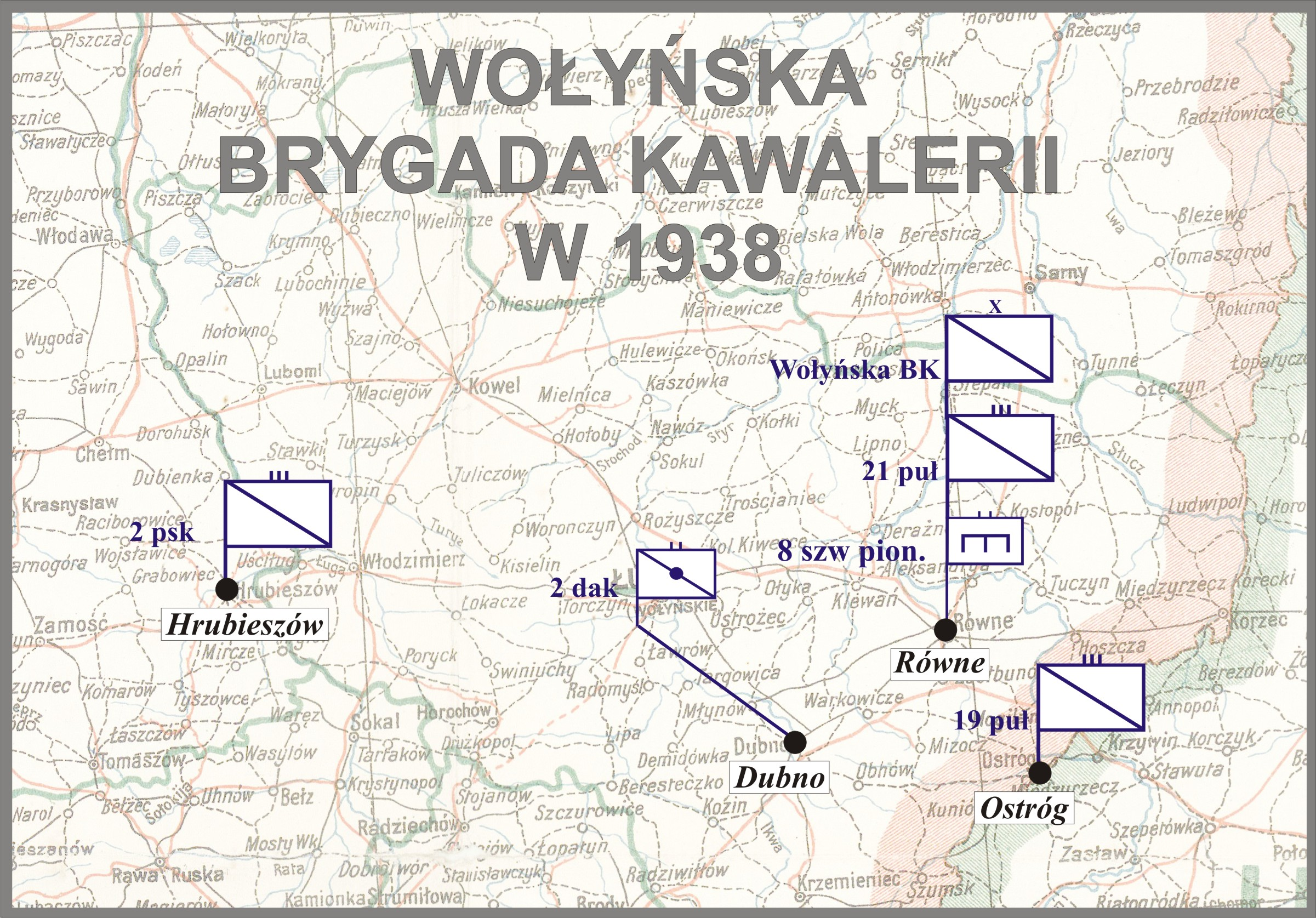
پادگان‌های تیپ سواره‌نظام ووینسکا در سال ۱۹۳۸

با آغاز تهاجم آلمان به لهستان در ۱ سپتامبر ۱۹۳۹ میلادی تیپ سواره‌نظام ووینسکا در نبرد موکرا شرکت داشت و علی‌رغم تلفات بالا توانست در برابر یورش آلمانی‌ها مقاومت نماید. از روز بعد این یگان عقب‌نشینی تدریجی خود را شروع کرد تا به خط دفاعی اصلی لهستانی‌ها در محور وارتا-ویداوکا برسد. در روز ۴ سپتامبر سواره‌نظام لهستانی با یورش به اطراف روستای کامینسک لشکر چهارم زرهی (ورماخت) را غافلگیر کرد و ضمن نابودی چند تانک، ۱۰۰ تن از نیروهای آلمانی را کشت.: ۵۹ 
این حملات غافلگیرانه تیپ سواره‌نظام ووینسکا تا ۷ سپتامبر ادامه داشت. در این روز خطوط دفاعی ارتش ووچ شکسته شد و سواره‌نظام پس از درگیری با لشکر هجدهم پیاده‌نظام (ورماخت) به عقب نشست. تیپ که در حال عقب‌نشینی به سمت اندرسپول بود در نبرد وولا سروسوار شرکت نمود. در این نبرد وظیفه تیپ سواره‌نظام ووینسکا حفاظت از جناحین ارتش لهستان بود که در حال عقب‌نشینی بودند. نتیجه این نبرد با لشکر دهم پیاده‌نظام (ورماخت) تلفات سنگین سواره‌نظام لهستانی بود. با رسیدن شب نیروهای لهستانی به شرق رود مروگا عقب‌نشینی کردند اما با توجه به سرعت بالای پیشروی آلمانی‌ها نتوانستند خطوط دفاعی مناسبی را فراهم کنند و با عقب‌نشینی بیشتر در ۱۰ سپتامبر به جنگل کامپینوسکا رسیدند.
تیپ سواره‌نظام ووینسکا دو روز بعدی را در جنگل و میان راه ورشو به دژ مودلین گذراند. در این مدت ضمن دریافت نیروهای کمکی، باقی مانده تیپ سواره‌نظام نووگرودسکا هم به ایشان پیوستند. در روز ۱۳ سپتامبر به سواره‌نظام لهستانی امر شد تا ضدحمله‌ای را به سمت شهر مینگسک مازوویتسکی ترتیب دهند. در این زمان توان تیپ سواره‌نظام ووینسکا به زیر ۵۰ درصد کاهش یافته بود و وضعیت مناسبی نداشت، با این حال لهستانی‌ها شهر را پس گرفتند اما با یورش دوباره آلمانی‌ها مجبور به عقب‌نشینی شدند.
پس از این نبرد تیپ سواره‌نظام ووینسکا از میان رفت. بعضی از واحدهای باقی مانده از این تیپ به ورشو رفتند که در آنجا در نبرد ورشو (۱۹۳۹) شرکت داشتند. قسمتی دیگر هم به جبهه شمالی تحت امر ژنرال استفان دوب بیرنادسکی پیوسته و به سمت رود بوگ عقب نشستند. این نیروها در ۲۲ سپتامبر در حوالی سوککا با لشکر ۶۸ پیاده‌نظام (ورماخت) درگیر شدند.